# František Gbelský
František Gbelský (1. prosince 1919 – 17. září 2007 Nitra) byl slovenský fotbalový útočník.

## Hráčská kariéra
V československé lize hrál za ŠK Baťovany ve 4 utkáních, aniž by skóroval.

### Prvoligová bilance
| Ročník          | Zápasy | Góly | Minuty | Klub        |
| --------------- | ------ | ---- | ------ | ----------- |
| I. liga 1945/46 | 4      | 0    | –      | ŠK Baťovany |
| CELKEM I. LIGA  | 4      | 0    | –      |             |